# Protos (album de Savant)
Pour les articles homonymes, voir Protos.
Albums de Savant
Orakel
(2013) ZION
(2014)
πρῶτος (Protos) est le onzième album du producteur d'electronic dance music norvégien Aleksander Vinter, et son neuvième sous le nom de Savant. Pour cet album, Savant avait annoncé vouloir produire autre chose que de l'EDM. Le résultat final, bien que chargé d'influences diverses à rapprocher de la musique électronique au sens large, ressemble à un space-opéra rock des années 1980.
Toutes les voix entendues sur l'album sont chantées par Savant.

## Liste des pistes[1]
| 1.      | Man Of The Law   | 4:40 |
| 2.      | Prototype        | 4:14 |
| 3.      | Spaceship        | 3:33 |
| 4.      | Rider In Red     | 2:07 |
| 5.      | Fakers           | 3:22 |
| 6.      | Rise Up          | 3:57 |
| 7.      | Nebula           | 5:58 |
| 8.      | Spaceheart       | 4:37 |
| 9.      | Laser Sharks     | 4:03 |
| 10.     | Cry For Love     | 3:40 |
| 11.     | Samurai          | 3:38 |
| 12.     | Quest            | 6:48 |
| 13.     | Venom            | 5:09 |
| 14.     | Super Sheriff    | 2:48 |
| 15.     | Sword of Destiny | 3:27 |
| 16.     | Hit The Top      | 2:57 |
| 17.     | Aquarius         | 5:10 |
| 18.     | Beautiful World  | 3:28 |
| 1:13:45 |                  |      |